# Casa de Piatră
Casa de Piatră – wieś w Rumunii, w okręgu Alba, w gminie Arieșeni. W 2011 roku liczyła 55 mieszkańców.